# Campeonato Mundial de Esquí Alpino de 1982
El XXVII Campeonato Mundial de Esquí Alpino se celebró en la localidad alpina de Schladming (Austria) entre el 31 de enero y el 7 de febrero de 1982 bajo la organización de la Federación Internacional de Esquí (FIS) y la Federación Austriaca de Esquí.

## Resultados

### Masculino
| Evento                  | Oro                                 | Plata                               | Bronce                               |
| ----------------------- | ----------------------------------- | ----------------------------------- | ------------------------------------ |
| Descenso (06.02)        | Harti Weirather · Austria · 1:55,10 | Conradin Cathomen · Suiza · 1:55,58 | Erwin Resch · Austria · 1:55,73      |
| Eslalon (07.02)         | Ingemar Stenmark · Suecia · 1:48,48 | Bojan Križaj Yugoslavia 1:48,90     | Bengt Fjällberg · Suecia · 1:49,32   |
| Eslalon gigante (03.02) | Steven Mahre Estados Unidos 2:38,80 | Ingemar Stenmark · Suecia · 2:39,31 | Boris Strel Yugoslavia 2:39,42       |
| Combinada (05.02)       | Michel Vion Francia 12,64 pts.      | Peter Lüscher · Suiza · 18,08 pts.  | Anton Steiner · Austria · 19,48 pts. |

### Femenino
| Evento                  | Oro                               | Plata                                  | Bronce                                    |
| ----------------------- | --------------------------------- | -------------------------------------- | ----------------------------------------- |
| Descenso (05.02)        | Gerry Sorensen · Canadá · 1:37,47 | Cynthia Nelson Estados Unidos 1:37,88  | Laurie Graham · Canadá · 1:37,91          |
| Eslalon (05.02)         | Erika Hess · Suiza · 1:41,60      | Christin Cooper Estados Unidos 1:41,93 | Daniela Zini · Italia · 1:41,96           |
| Eslalon gigante (02.02) | Erika Hess · Suiza · 2:37,17      | Christin Cooper Estados Unidos 2:37,95 | Ursula Konzett Liechtenstein 2:38,03      |
| Combinada (31.01)       | Erika Hess · Suiza · 8,99 pts.    | Perrine Pelen Francia 17,95 pts.       | Christin Cooper Estados Unidos 19,96 pts. |

## Medallero
| Núm. | País           | Oro | Plata | Bronce | Total |
| ---- | -------------- | --- | ----- | ------ | ----- |
| 1    | Suiza          | 3   | 2     | 0      | 5     |
| 2    | Estados Unidos | 1   | 3     | 1      | 5     |
| 3    | Suecia         | 1   | 1     | 1      | 3     |
| 4    | Francia        | 1   | 1     | 0      | 2     |
| 5    | Austria        | 1   | 0     | 2      | 3     |
| 6    | Canadá         | 1   | 0     | 1      | 2     |
| 7    | Yugoslavia     | 0   | 1     | 1      | 2     |
| 8    | Italia         | 0   | 0     | 1      | 1     |
| 8    | Liechtenstein  | 0   | 0     | 1      | 1     |
|      | TOTAL          | 8   | 8     | 8      | 24    |